# Gustav Simon (gauleiter)
Pour les articles homonymes, voir Simon et Gustav Simon (homonymie).
Gustav Simon, né le 2 août 1900 à Malstatt-Burbach (aujourd'hui quartier de Sarrebruck) et mort le 18 décembre 1945 à Paderborn, était le gauleiter du Moselland (de) et en même temps le chef de l'administration civile du grand-duché de Luxembourg, durant les quatre années de l'occupation allemande du pays lors de la Seconde Guerre mondiale.

## Ses origines
Les parents de Gustav Simon étaient issus de familles de petits agriculteurs du Hunsruck. Son père était cheminot. Après ses études primaires à Sarrebruck, Simon passe son diplôme d'instituteur à Merzig. Il décide ensuite de passer son Abitur, finançant ses études en travaillant pour la société des chemins de fer et la douane.
Après son baccalauréat, il fait des études d'économie à l'université de Francfort-sur-le-Main, pour être engagé, en 1927, comme professeur à Völklingen. L'année d'après, il arrête l'enseignement pour travailler à temps plein pour le NSDAP.

## Sa carrière au NSDAP
En 1923, Simon fait déjà partie du comité d'un groupe d'extrême-droite à Francfort. Le 14 août 1925, il devient membre du NSDAP. En 1926, il fonde la section locale (Ortsgruppe) du NSDAP, à Hermeskeil. Un peu plus tard, il fonde le cercle des étudiants national-socialistes à l'université de Francfort. En 1927, il est élu premier président national-socialiste de la représentation des étudiants de l'université de Francfort.
À partir de 1929, il monte rapidement dans la hiérarchie du parti. En 1930, il est élu député de l'arrondissement Coblence-Trèves au parlement (Reichstag) à Berlin. Le 1er juin 1931 il est nommé gauleiter du Gau Coblence-Trèves nouvellement créé.

## Ses fonctions à Luxembourg
Après l'invasion allemande du 10 mai 1940, le grand-duché de Luxembourg tombe aux mains du général Alexander von Falkenhausen, gouverneur militaire de la Belgique et du Nord-Pas-de-Calais. Gustav Simon prend en charge l'administration civile du Luxembourg à partir du 25 juillet 1940. Le statut d'occupation militaire prend fin le 2 août 1940, quand Simon est nommé chef de l'administration civile, par un décret du Führer. Il relève alors du président du district (Regierungspräsident) de Trèves, Heinrich Siekmeier. Son travail consiste à administrer le grand-duché, dans le but d'en faire une partie intégrante du "Grand Reich" allemand.
Le capitaine Hanns Alexander, se voit confier la recherche de Gustav Simon. En faisant pression sur ses proches, il découvre l'adresse où il se cache et l'arrête le 10 décembre 1945 à Paderborn.
La logeuse de Gustav Simon porta plainte contre Alexander, l'accusant d'avoir volé dans l'appartement de l'argent et des effets pour une valeur de sept mille marks. Le 6 avril 1946, le Bureau du renseignement militaire britannique demanda des explications à ce sujet. Vu la plainte de la logeuse et le ton sévère de la lettre du Bureau du renseignement, Thomas Harding, petit-neveu et biographe d'Alexander, ne considère pas comme tout à fait exclu qu'une partie de l'argent de Simon ait abouti dans la poche d'Alexander. Une lettre d'Alexander à sa fiancée est écrite sur du papier à lettres volé à Simon.
Alexander fait incarcérer Simon à la prison de Paderborn et demande à pouvoir ramener lui-même le détenu au Luxembourg, ce qui lui est accordé. Le transfert doit avoir lieu du 19 au 20 décembre 1945, mais le 2 janvier 1946, Alexander rédige un rapport selon lequel, arrivant le 19 décembre à la prison de Paderborn, il a appris que Simon s'y était suicidé la veille. Dans son livre de 2013, Thomas Harding, petit-neveu et biographe d'Alexander, signale que la version des faits donnée par Alexander est rejetée depuis peu par des historiens luxembourgeois qui se fondent sur des pièces conservées aux Archives nationales du Luxembourg et sur des témoignages donnés par de nombreux contemporains des faits. La question a été exposée dans un article du magazine Revue. Selon les documents et les témoignages en question, il semble que Simon ait été exécuté irrégulièrement , sans qu'il soit possible de décider avec certitude si c'est par d'anciens collaborateurs ou d'anciens résistants. Quand des neveux et nièces d'Alexander et leurs conjoints se réunirent pour discuter de la nouvelle version, elle ne suscita aucune protestation. Un des participants, Peter Sussmann, qui avait eu un entretien avec Alexander à ce sujet, disait en avoir tiré la conviction qu'Alexander avait autorisé l'exécution extra-judiciaire de Simon et rédigé un rapport mensonger « pour rendre tout kasher »,.